# Aïn Draham
Aïn Draham (àrab: عين دراهم, ʿAyn Drāham) és una ciutat de Tunísia, a la governació de Jendouba, capçalera de la delegació o mutamadiyya homònima. Està situada uns 25 km al sud de Tabarka i és propera al Djebel El Kasâa i el Djebel Bir (1.014 m), dins de regió muntanyosa de la Khumayr. Fou anteriorment un campament militar, però modernament està més orientada cap al turisme.
La ciutat té uns 10.843 habitants i és la seu d'una delegació, la població de la qual és de més de 45.740 habitants (2004).

## Geografia
Es troba a 800 m d'altura, a la zona amb més pluja del país (1.534 mm/any).
El seu nom vol dir ‘Font de Plata’. Les fonts termals ja foren utilitzades pels romans i al Djebel El Kasâa, a Babbouch, en queden algunes restes. No lluny, hi ha l'embassament de Bir Mtir.

## Administració
És el centre de la delegació o mutamadiyya homònima, amb codi geogràfic 22 55 (ISO 3166-2:TN-12), dividida en dotze sectors o imades:
- Aïn Drahem Ville (22 55 51)
- Aïn Draham Banlieue (22 55 52)
- Ouled Sedra (22 55 53)
- El Atatfa (22 55 54)
- El Homrane (22 55 55)
- Etbainia (22 55 56)
- Khemaïria (22 55 57)
- Selloul (22 55 58)
- Er-Rouïi (22 55 59)
- Tegma (22 55 60)
- Aïn Salam (22 55 61)
- Oued Ezzan (22 55 62)

Al mateix temps, forma una municipalitat o baladiyya (codi geogràfic 22 14).